# Krajowe Centrum Hodowli Zwierząt
Krajowe Centrum Hodowli Zwierząt – państwowa jednostka budżetowa z siedzibą w Warszawie, której głównym zadaniem jest ocena wartości użytkowej i hodowlanej zwierząt, kontrola hodowli i rozrodu oraz dostarczanie informacji na ten temat.

## Podstawa prawna
- Uchylona ustawa z dnia 20 sierpnia 1997 r. o organizacji hodowli i rozrodzie zwierząt gospodarskich (Dz.U. z 2002 r. nr 207, poz. 1762) - przewidywała utworzenie Krajowego Centrum Hodowli Zwierząt.
- Ustawa z dnia 12 marca 2004 r. o zmianie ustawy o organizacji hodowli i rozrodzie zwierząt gospodarskich (Dz.U. z 2004 r. nr 91, poz. 866)
- Ustawa z dnia 29 czerwca 2007 r. o organizacji hodowli i rozrodzie zwierząt gospodarskich (Dz.U. z 2017 r. poz. 2132) (uchylona)
- Ustawa z dnia 10 grudnia 2020 r. o organizacji hodowli i rozrodzie zwierząt gospodarskich (Dz.U. z 2021 r. poz. 36)

## Historia
Poprzednikiem Krajowego Centrum była Centralna Stacja Hodowli Zwierząt w Warszawie utworzona w 1975 roku przez połączenie Wojewódzkich Stacji Oceny Zwierząt i Państwowych Zakładów Unasieniania Zwierząt. Zadaniem poprzedniczki było ujednolicenie oraz realizowanie polityki państwa w zakresie oceny i hodowli zwierząt gospodarskich. Krajowe Centrum Hodowli Zwierząt funkcjonuje od dnia stycznia 2001 roku na mocy Rozporządzenia Ministra Rolnictwa i Rozwoju Wsi z dnia 22 grudnia 2000 roku. 1 stycznia 2007 roku zostało przekształcone z zakładu budżetowego w jednostkę budżetową.

## Działalność
Krajowe Centrum Hodowli Zwierząt wykonuje następujące zadania:
- 1) kontrolę:
  - a) w zakresie prowadzenia oceny wartości użytkowej i hodowlanej oraz hodowli zwierząt i rozrodu,
  - b) zootechniczną w handlu,
  - c) sposobu wykorzystania środków pochodzących z dotacji budżetowych przyznanych podmiotom realizującym zadania w zakresie postępu biologicznego w produkcji zwierzęcej;
- 2) prowadzenie:
  - a) laboratorium badania grup krwi,
  - b) laboratorium referencyjnego badającego mleko w ramach oceny wartości użytkowej bydła, owiec i kóz;
- 3) współpracę z organizacjami międzynarodowymi działającymi w dziedzinie hodowli, oceny i rozrodu zwierząt gospodarskich.

## Struktura
W skład Centrum Hodowli wchodzą:
- Wydział Kontroli Hodowli i Rozrodu Bydła Mlecznego;
- Wydział Kontroli Hodowli i Rozrodu Bydła Mięsnego;
- Wydział Kontroli Hodowli i Rozrodu Świń;
- Wydział Kontroli Hodowli i Rozrodu Drobiu;
- Wydział Kontroli Hodowli i Rozrodu Owiec i Kóz;
- Wydział Kontroli Hodowli i Rozrodu Koni;
- Wydział Kontroli Hodowli i Rozrodu Zwierząt Futerkowych;
- Wydział Kontroli Hodowli i Rozrodu Pszczół;
- Wydział Administracji, Planowania i Inwestycji;
- Wydział Finansów i Księgowości;
- Wydział Spraw Pracowniczych oraz Bezpieczeństwa i Higieny Pracy;
- Stanowisko do Spraw Systemu Zarządzania Jakością;
- Stanowisko do Spraw Informatyki;
- Stanowisko do Spraw Zamówień Publicznych;
- Stanowisko do Spraw Obrony Cywilnej i Ochrony Przeciwpożarowej;
- Stanowisko do Spraw Ochrony Informacji Niejawnych;
- Stanowisko do Spraw Obsługi Prawnej;
- Stanowisko do Spraw Kontroli Wewnętrznej.